# Aeródromo Jack F. Paulus

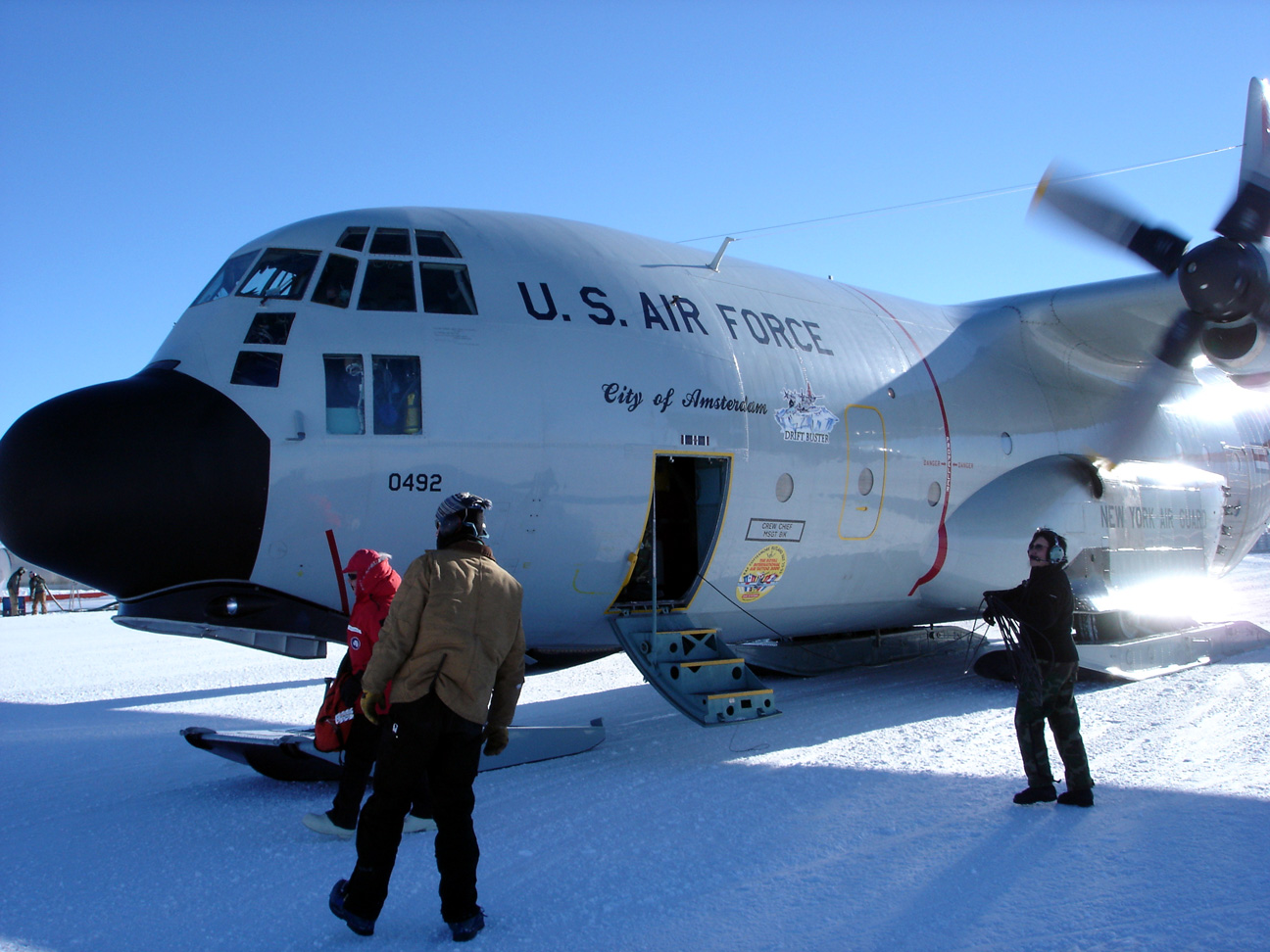
LC-130 en Jack F. Paulus

El aeródromo Jack F. Paulus (ICAO: NZSP) (en inglés: Jack F. Paulus Skiway) es un aeródromo del Programa Antártico de los Estados Unidos próximo a la Base Amundsen-Scott en el Polo Sur en la Antártida. Es el más al sur de los aeródromos del mundo.
La base cuenta con una pista de aterrizaje para aviones que tiene un largo de 3658 m. Entre octubre y febrero hay varios vuelos al día de aviones Lockheed LC-130 con esquíes desde la Base McMurdo para abastecer a la estación. Las misiones de reabastecimiento se denominan colectivamente Operación Deep Freeze.
La capacidad de carga y las dimensiones de los aviones LC-130 debe ser considerada como principal apoyo logístico de la estación. Los grandes experimentos científicos y las estructuras que se transportan a la base se dividen en piezas modulares durante el viaje y se vuelven a montar en el lugar. Las limitaciones de los aviones LC-130 han sido citadas por la Fundación Nacional para la Ciencia como una de las principales razones para la autopista McMurdo-Polo Sur como ruta de suministro sobre el hielo.